# Sphyranura osleri
Sphyranura osleri är en plattmaskart. Sphyranura osleri ingår i släktet Sphyranura och familjen Sphyranuridae. Inga underarter finns listade i Catalogue of Life.